# 루아르주의 캉통
프랑스 루아르주에는 총 21개의 캉통이 속해 있다. 2015년 3월 행정구역 총개편으로 인해 현재는 다음과 같이 설치되어 있다.
- 앙드레지외부테옹
- 보엥쉬르리뇽
- 샤를리외
- 르코토
- 푀르
- 피르미니
- 몽브리송
- 르필라
- 르네송
- 리브드지에
- 로안 1
- 로안 2
- 생샤몽
- 생테티엔 1
- 생테티엔 2
- 생테티엔 3
- 생테티엔 4
- 생테티엔 5
- 생테티엔 6
- 생쥐스트생랑베르
- 소르비에